# Windkante

Windkante im Radsport

Unter einer Windkante versteht man im Radsport-Fachjargon eine Situation starken Seitenwindes. Zusammen mit dem Fahrtwind weht der Wind dann oftmals schräg von vorn („Scheinbarer Wind“). Dies führt zu so genannten „Windstaffeln“ oder anderen Wettkampfstrategien.

## Windkantenformation
Eine Strategie im Wettkampf ist, sich jeweils seitlich versetzt im Windschatten zum Vordermann zu positionieren, das heißt „Windstaffeln“ zu bilden. Sie verlaufen in Fahrerreihen diagonal über die Straße und sind durch die Straßenbreite begrenzt. Die eigentliche Windkante ist dabei nicht der Rand der Straße, sondern der Bereich zwischen dem Straßenrand und dem Straßengraben, der in der Regel über keinen Belag verfügt und unbefestigt ist. Als Doppelreihe im Belgischen Kreisel ist die Anzahl möglicher Fahrer in der Gruppe entsprechend höher.
Aufgrund des Platzmangels bietet sich starken Teams, denen der Sprung in die Kopfgruppe gelingt, durch Tempoarbeit die taktische Möglichkeit, konkurrierende Teams, außerhalb der Kopfgruppe, zu zermürben oder gar zu distanzieren. Auch wird dieses taktische Mittel eingesetzt, um Konkurrenten aus der Gruppe zu drängen. Dieser Platzmangel innerhalb der Windstaffel oder eines Kreisels lässt vermehrt Positionskämpfe um die Teilnahme an der führenden Gruppe erwarten. In der Folge kann sich die Bildung neuer Windstaffeln oder Kreisel, die das Tempo der ersten Gruppe mitgehen, verzögern und eine Teilung beschleunigen. Aufgrund des hohen Platzbedarfes sind diese Wettkampfformationen im Straßenverkehr nicht erlaubt und nur schwer zu trainieren. Fahrer, denen es gelang, allein neben der Windstaffel zu fahren, wurden im Radsportjargon als „Kantenreiter“ bezeichnet.

## Sprachliches
Die deutsche Sprache kennt den festen Ausdruck „auf die Windkante nehmen“ mit der Bedeutung, absichtlich auf der der Windeinfallsrichtung entgegengesetzten Straßenseite zu fahren, um andern die Möglichkeit des Windschattens zu nehmen.

## Geschichtliches
In Europa kommen lange Windkantenpassagen insbesondere bei Radrennen in der Nähe der Atlantikküste vor, also in Belgien, den Niederlanden und dem Norden und Westen Frankreichs.
Eine beispielhafte Rennsituation an der Windkante ereignete sich auf der zweiten Etappe der Tour de France 2015 mit Start in Utrecht kurz vor dem Erreichen der Küste und etwa 50 Kilometer vor dem Ziel Neeltje Jans im Oosterschelde-Sturmflutwehr. Dieses erreichten schließlich 24 Fahrer, darunter der spätere Gesamtsieger Christopher Froome, rund eineinhalb Minuten vor einer 65 Fahrer großen Gruppe mit einigen Favoriten sowie rund fünf Minuten vor dem rund 100 Fahrer großen Hauptfeld. Damit war die Flachetappe womöglich vorentscheidend, denn sie kostete den späteren Zweitplatzierten Nairo Quintana in der zweiten Gruppe mehr Zeit, als sein Gesamtrückstand von 1:12 Minuten am Ende der Rundfahrt ausmachte.